# In the Year 2889
In the Year 2889 (conosciuto anche come 2889 o Year 2889) è un film per la televisione statunitense di fantascienza del 1967 diretto da Larry Buchanan. È il remake del film Il mostro del pianeta perduto (Day the World Ended, 1955) diretto da Roger Corman.

## Trama
Stati Uniti. Una guerra nucleare ha sterminato buona parte dell'umanità e ha provocato la nascita di creature mostruose affette dalle radiazioni. Un gruppo di sopravvissuti cerca la salvezza all'interno di un rifugio costruito dal capitano John Ramsey e protetto dalle radiazioni grazie all'imponente sistema collinare che circonda la casa.
Ramsey vive nel rifugio insieme alla figlia Joanna ed è riluttante ad accogliere nuovi arrivati, al contrario della figlia che cerca sempre di accogliere tutti col proposito di ripopolare l'umanità. Il capitano ha una piccola radio tramite la quale comprende che, se ci sono superstiti, essi sono pochissimi e distribuiti in cellule isolate in tutto il globo. Afferma, inoltre, di aver perso i contatti con Parigi e con Londra, oltre che con Los Angeles.
Alla porta dei due bussano man mano una serie di disperati che si uniscono poi al gruppo nella speranza di sopravvivere ma le scorte di cibo, così come la capienza della struttura, sono limitate e questo crea non pochi problemi ai rapporti interpersonali. Tra i sopravvissuti del gruppo vi sono Steve, giovane geologo che si innamora di Joanna; Mickey Brown, un ex criminale che non fa altro che creare problemi e che crede che Los Angeles sia ancora in piedi e che vada raggiunta ad ogni costo; Jada, una ex spogliarellista alcolizzata e fidanzata di Mickey; Tim Henderson, personaggio tranquillo che non fa altro che bere; Granger, il fratello di Steve, è affetto in maniera grave dalle radiazioni e dovrebbe essere già morto; il fratello cerca di recuperarlo ma lui non mangia, richiedendo carne fresca non contaminata.
I sopravvissuti vengono poi attaccati da un mutante, una delle creature della valle affette dalle radiazioni, che cerca di entrare in contatto telepatico con le loro menti.

## Distribuzione
Il film fu distribuito dalla American International Television in syndication nel 1967. È stato poi distribuito in DVD dalla Retromedia Entertainment.
La pellicola è entrata nel pubblico dominio negli Stati Uniti.

## Produzione
Il film è stato prodotto dalla Azalea Pictures e girato a Dallas, Texas.
Inizialmente, nei piani della American International Pictures, il film doveva essere la riproduzione in pellicola del romanzo di Jules Verne In the Year 2889 (titolo originale francese: La journée d'un journaliste américain en 2890; in italiano: La giornata di un giornalista americano nel 2889). Successivamente il progetto fu accantonato e la AIP decise di finanziare un remake de Il mondo perduto, da trasmettere poi in sindycation, affidandone la produzione alla Azalea Pictures e a Larry Buchanan, ma dato che il titolo del progetto precedente, In the Year 2889, era stato già registrato, il nuovo progetto fu distribuito con quel titolo. In effetti il film sembra essere ambientato negli anni settanta e non nell'anno 2889, come il titolo lascia supporre. La sceneggiatura risulta essere praticamente identica a quella del film originale.